# Conchucos (distrito)

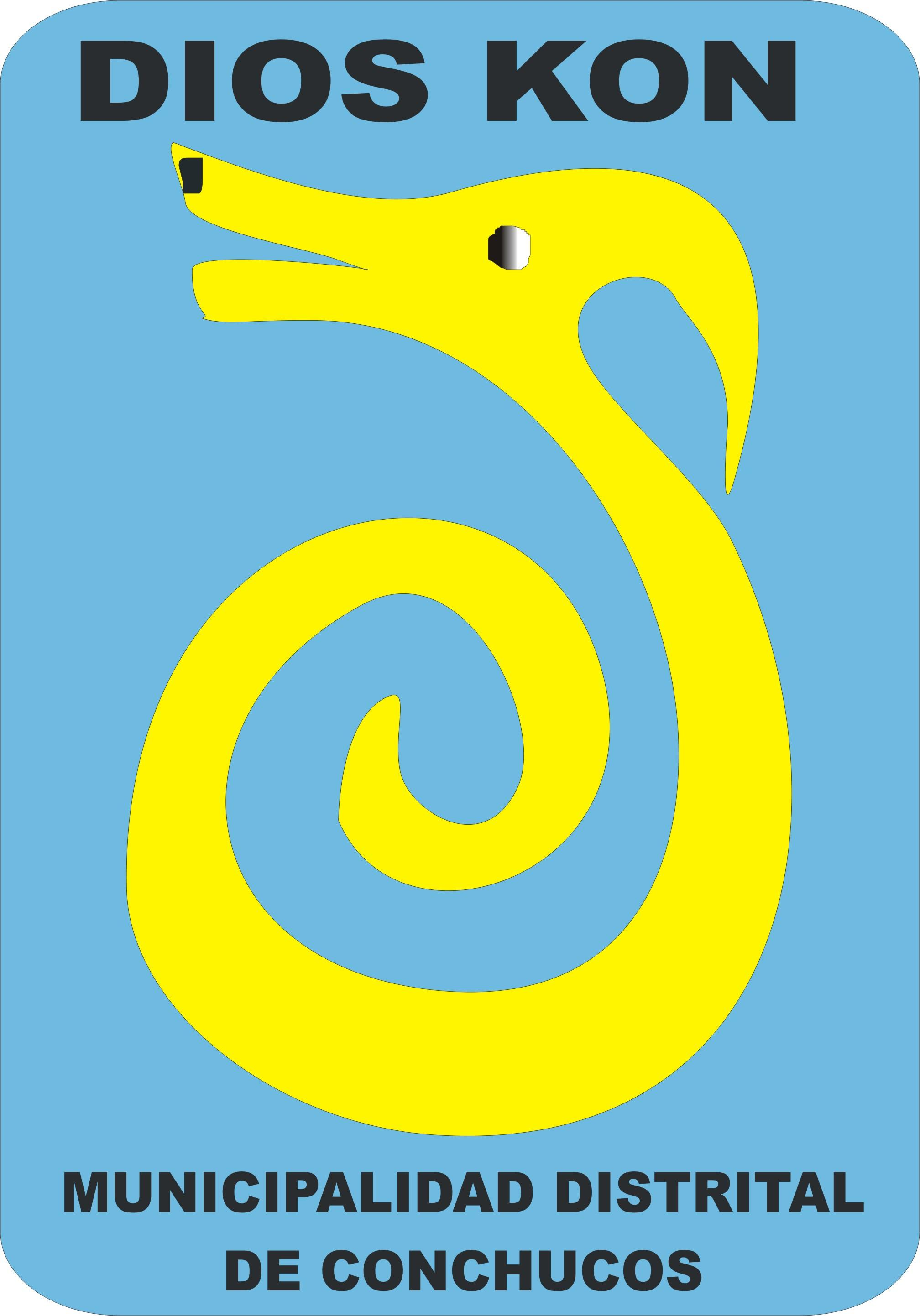
Brasão de Conchucos

O Distrito peruano de Conchucos é um dos onze distritos que formam a Província de Pallasca, situada no Ancash, pertencente a Região Ancash, Peru.

## Transporte
O distrito de Conchucos não é servido pelo sistema de estradas terrestres do Peru.